# Adil Shamasdin
Adil Shamasdin (* 23. května 1982 Pickering) je kanadský profesionální tenista. Ve své dosavadní kariéře vyhrál na okruhu ATP World Tour jeden turnaj ve čtyřhře, když s Američanem Cerretanim triumfovali na SA Tennis Open 2011 v jihoafrickém Johannesburgu. Na challengerech ATP a okruhu ITF získal do června 2012 čtrnáct titulů ve čtyřhře.
Na žebříčku ATP byl ve dvouhře nejvýše klasifikován v srpnu 2009 na 748. místě a ve čtyřhře pak v červnu 2017 na 41. místě.
Jeho rodiče imigrovali do Kanady z Keni.

## Finálové účasti na turnajích ATP World Tour
| Legenda (před/od 2009)                                          |
| D – dvouhra; Č – čtyřhra                                        |
| Grand Slam (0–0)                                                |
| Tennis Masters Cup / ATP World Tour Finals (0–0)                |
| ATP Masters Series / ATP World Tour Masters 1000 (0–0)          |
| ATP International Series Gold / ATP World Tour 500 series (0–0) |
| ATP International Series / ATP World Tour 250 series (3–3 Č)    |

### Čtyřhra: 6 (3–3)
| Stav      | Č. | Datum             | Turnaj                          | Povrch    | Spoluhráč       | Finalisté                        | Výsledek               |
| --------- | -- | ----------------- | ------------------------------- | --------- | --------------- | -------------------------------- | ---------------------- |
| Vítěz     | 1. | 6. února 2011     | Johannesburg,JAR                | tvrdý     | James Cerretani | Scott Lipsky Rajeev Ram          | 6–3, 3–6, [10–7]       |
| Finalista | 1. | 10. července 2011 | Newport, Spojené státy americké | tráva     | Johan Brunström | Ryan Harrison Matthew Ebden      | 6–4, 3–6, [5–10]       |
| Vítěz     | 2. | 12. dubna 2015    | Casablanca, Maroko              | antuka    | Rameez Junaid   | Rohan Bopanna Florin Mergea      | 3–6, 6–2, [10–7]       |
| Finalista | 2. | 7. února 2016     | Sofie, Bulharsko                | tvrdý (h) | Philipp Oswald  | Wesley Koolhof Matwé Middelkoop  | 7–5, 6–7(9–11), [6–10] |
| Finalista | 3. | 17. července 2016 | Newport, Spojené státy americké | tráva     | Jonathan Marray | Sam Groth Chris Guccione         | 4–6, 3–6               |
| Vítěz     | 3. | 27. května 2017   | Lyon, Francie                   | antuka    | Andrés Molteni  | Marcus Daniell Marcelo Demoliner | 6–3, 3–6, [10–5]       |

## Tituly na challengerech ATP a okruhu Futures
| Legenda – tituly   |
| ------------------ |
| Challengery (24 Č) |
| Futures (7 Č)      |

### Čtyřhra (31)
| Č.  | Datum         | Turnaj                            | Povrch    | Spoluhráč             | Soupeři ve finále                      | Výsledek               |
| --- | ------------- | --------------------------------- | --------- | --------------------- | -------------------------------------- | ---------------------- |
| 1.  | březen 2008   | Sherbrooke, Kanada                | tvrdý (h) | Daniel Chu            | Travis Rettenmaier Rylan Rizza         | 7–6(2), 3–6, [10–7]    |
| 2.  | říjen 2008    | Mazatlán, Mexiko                  | tvrdý     | Fabrice Martin        | Luís Díaz-Barriga Daniel Garza         | bez boje               |
| 3.  | říjen 2008    | Ciudad Obregón, Mexiko            | tvrdý     | Fabrice Martin        | Chris Klingemann Milan Pokrajac        | 3–6, 6–4, [10–7]       |
| 4.  | březen 2009   | Sherbrooke, Kanada                | tvrdý     | Daniel Chu            | Érik Chvojka Michal Pazicky            | 4–6, 7–6(5), [10–7]    |
| 5.  | květen 2009   | Coatzacoalcos, Mexiko             | tvrdý     | Vasek Pospisil        | Kaden Hensel Adam Hubble               | 6–3, 6–4               |
| 6.  | květen 2009   | Puerto Vallarta, Mexiko           | tvrdý     | Vasek Pospisil        | Juan-Manuel Elizondo César Ramírez     | 6–1, 2–6, [10–7]       |
| 7.  | červenec 2009 | Saint-Gervais-les-Bains, Francie  | antuka    | Fabrice Martin        | Baptiste Dupuy Pierrick Ysern          | 6–2, 6–4               |
| 8.  | listopad 2009 | Puebla, Mexiko                    | tvrdý     | Vasek Pospisil        | Guillermo Olaso Pere Riba              | 7–6(7), 6–0            |
| 9.  | květen 2010   | Biella, Itálie                    | antuka    | James Cerretani       | Dustin Brown Alessandro Motti          | 6–3, 2–6, [11–9]       |
| 10. | září 2010     | Rijeka, Chorvatsko                | antuka    | Lovro Zovko           | Carlos Berlocq Rubén Ramírez Hidalgo   | 1–6, 7–6(9), [10–5]    |
| 11. | únor 2011     | Quimper, Francie                  | antuka    | James Cerretani       | Jamie Delgado Jonathan Marray          | 6–3, 5–7, [10–5]       |
| 12. | červen 2011   | Nottingham, Spojené království    | tvrdý     | Rik de Voest          | Treat Conrad Huey Izak Van der Merwe   | 6–3, 7–6(9)            |
| 13. | březen 2012   | Guadalajara, Mexiko               | tvrdý     | James Cerretani       | Tomasz Bednarek Olivier Charroin       | 7–6(7–5), 6–1          |
| 14. | listopad 2012 | Eckental, Německo                 | koberec   | James Cerretani       | Tomasz Bednarek Andreas Siljeström     | 6–3, 2–6, [10–4]       |
| 15. | listopad 2012 | Loughborough, Spojené království  | tvrdý (h) | James Cerretani       | Purav Radža Divij Šaran                | 6–4, 7–5               |
| 16. | leden 2013    | São Paulo, Braílie                | tvrdý     | James Cerretani       | Federico Delbonis Renzo Olivo          | 6–7(5–7), 6–1, [11–9]  |
| 17. | duben 2014    | Le Gosier, Guadeloupe, Francie    | tvrdý     | Tomasz Bednarek       | Gero Kretschmer Michael Venus          | 7–5, 6–7(5–7), [10–8]  |
| 18. | květen 2014   | Tunis, Tunisko                    | antuka    | Pierre-Hugues Herbert | Stephan Fransen Jesse Huta Galung      | 6–3, 7–6(7–5)          |
| 19. | červenec 2014 | Lexington, Spojené státy americké | tvrdý     | Peter Polansky        | Chase Buchanan James McGee             | 6–4, 6–2               |
| 20. | září 2014     | Napa, Spojené státy americké      | tvrdý     | Peter Polansky        | Bradley Klahn Tim Smyczek              | 7–6(7–0), 6–1          |
| 21. | říjen 2014    | Tiburon, Spojené státy americké   | tvrdý     | Bradley Klahn         | Carsten Ball Matt Reid                 | 7–5, 6–2               |
| 22. | listopad 2016 | Knoxville, Spojené státy americké | tvrdý (h) | Peter Polansky        | Ruben Bemelmans Joris De Loore         | 6–1, 6–3               |
| 23. | únor 2017     | Bergamo, Itálie                   | tvrdý (h) | Julian Knowle         | Tristan-Samuel Weissborn Dino Marcan   | 6–3, 6–3               |
| 24. | březen 2017   | Vratislav, Polsko                 | tvrdý (h) | Andrej Vasilevskij    | Michail Jelgin Denys Molčanov          | 6–3, 3–6, [21–19]      |
| 25. | březen 2017   | Drummondville, Kanada             | tvrdý (h) | Samuel Groth          | Matt Reid John-Patrick Smith           | 6–3, 2–6, [10–8]       |
| 26. | duben 2017    | León, Mexiko                      | tvrdý     | Leander Paes          | Caio Zampieri Luca Margaroli           | 6–1, 6–4               |
| 27. | červen 2017   | Ilkley, Spojené království        | tráva     | Leander Paes          | Brydan Klein Joe Salisbury             | 6–2, 2–6, [10–8]       |
| 28. | květen 2018   | Braga, Portugalsko                | antuka    | Sander Arends         | Miguel Ángel Reyes-Varela Ariel Behar  | 6–2, 6–1               |
| 29. | březen 2019   | Pau, Francie                      | tvrdý (h) | Scott Clayton         | Sander Arends Tristan-Samuel Weissborn | 7–6(7–4), 5–7, [10–8]  |
| 30. | březen 2019   | Drummondville, Kanada             | tvrdý (h) | Scott Clayton         | Matt Reid John-Patrick Smith           | 7–5, 3–6, [10–5]       |
| 31. | září 2019     | Florencie, Itálie                 | antuka    | Luca Margaroli        | Gerard Granollers Pedro Martínez       | 7–5, 6–7(6–8), [14-12] |